# Валентиров Сергій Васильович
Сергій Васильович Валентиров (нар. 7 серпня 1978, Бердянськ, Запорізька область) — Народний депутат України 8-го скликання, член фракції «Блок Петра Порошенка».

## Життєпис
Закінчив Бердянський державний педагогічний університет у 2005 році, вчитель початкових класів та фізичної культури. Трудову діяльність розпочав у 1996 році, працював тренером викладачем спортивного клубу «Енергія», ДКП «Міський палац спорту». З 1999 року працює в ТОВ «Канон» інженером відділу маркетингу, заступником директора, з січня 2005 року директор ТОВ «Канон». Директор ТОВ «Торговий дім «Агрінол», входив до Наглядової ради ПАТ «Бердянські жниварки».